# Парк Джозефа Гримальди
Парк Джозефа Гримальди — общественный парк, расположенный рядом с Пентонвиль-роуд в Ислингтоне, на севере Лондона. В парке расположено бывшее кладбище англиканской часовни святого Иакова (ранее известное как кладбище святого Иакова). Парк назван в честь клоуна, исполнителя пантомим Джозефа Гримальди, который здесь похоронен.
После реконструкции в 2010 году в парке появилась музыкальная инсталляция, посвященная Гримальди и его работодателю в театре Сэдлерс-Уэллс Чарльзу Дибдину.

## История
Бывшее кладбище ведёт свою историю с 18-го века. В 1787 году в поместье Пентонвиль была построена личная часовня, а четыре года спустя она стала церковью Святого Иакова, часовней приходской церкви при приходской церкви в Кларкенуэлле. В 1854 году церковь Святого Иакова получила свой собственный приход. К концу 19-го века территория была преобразована в общественный сад и позже была расширена.
К 20-му веку здание церкви стало избыточным и было снесено в 1980-х годах, чтобы освободить место для офисного здания — первоначально известного как Дом Джозефа Гримальди, а теперь переименованного.

## Расположение и достопримечательности
Парк занимает 0,5 гектара и включает в себя гудронированную площадку для игр с мячом, детскую игровую площадку и клумбы. Среди деревьев есть липы, кленолистные платаны и конский каштан.
Могила Джозефа Гримальди огорожена и находится в юго-восточном углу, недалеко от выхода на Родни-стрит. Среди других известных захоронений на этом участке могила Генри Пентона, участвовавшего в развитии этого района, включая здание церкви, которое когда-то было здесь сооружено. На северной границе парка находятся некоторые сохранившиеся надгробия.
В парке также есть дерево и мемориальная доска в память о бывшем заместителе мэра Ислингтона Пола Мэтьюса, который выступал за восстановление могилы Гримальди.

## Восстановление
Парк был восстановлен в 2010 году, и компания Latz + Partner наняла Генри Крокациса для создания инсталляции в честь Гримальди и английского драматурга Чарльза Дибдина. На полу были уложены двойные плитки в форме шкатулок, по которым можно ходить и которые при нажатии воспроизводят музыкальные ноты. Ноты подобраны так, чтобы можно было сыгграть песню «Hot Codlins», которая стала известна в исполнении Гримальди.